# Guanina
Guanina é uma das quatro bases nitrogenadas principais encontradas no DNA e RNA, juntamente com adenina, citosina e timina (uracil no RNA).
Com a fórmula C5H5N5O, a guanina é um derivado da purina, consistindo em um sistema de anel pirimidina-imidazol fundido com ligações duplas conjugadas. Este arranjo insaturado significa que a molécula bicíclica é plana.
O nucleosídeo da guanina é a desoxiguanosina no DNA e a guanosina no RNA. No emparelhamento de base Watson-Crick, a guanina forma três ligações de hidrogênio com uma citosina.

## História

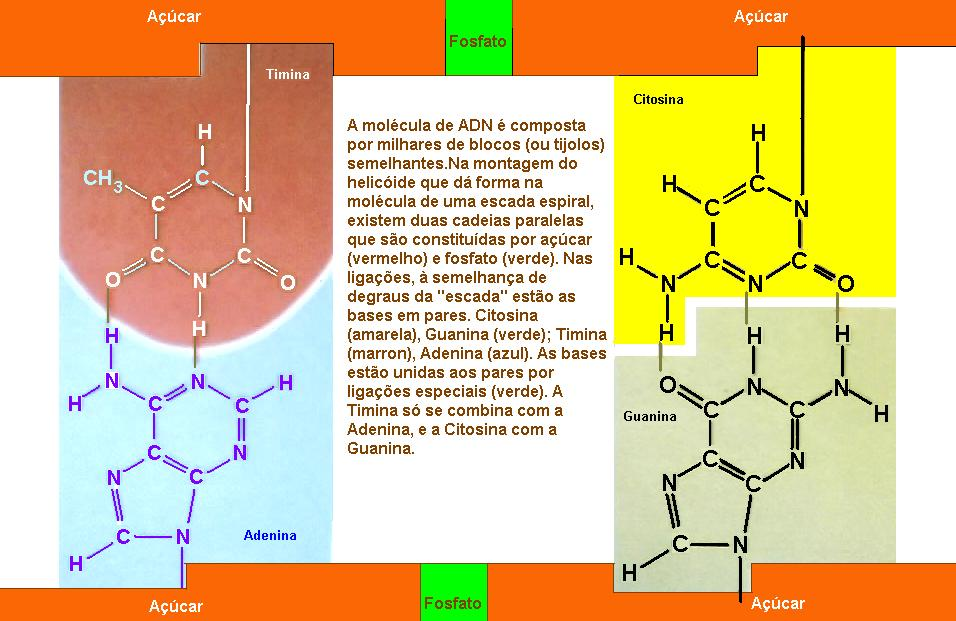
Blocos

O primeiro isolamento da guanina foi relatado em 1844 pelo químico alemão Julius Bodo Unger, que o obteve a partir de excrementos de aves marinhas, chamada guano e usada como base para fertilizantes; foi chamada de guanina em 1846. Entre 1882 e 1906, Franz Fischer determinou sua estrutura e demonstrou que o ácido úrico pode se converter em guanina.